# Gyűrűs ráncosgomba
A gyűrűs ráncosgomba (Cortinarius caperatus) az pókhálósgombafélék családjába tartozó, Eurázsiában és Észak-Amerikában honos,  fenyvesekben, lomberdőkben élő, ehető gombafaj. Nevezik még ráncos fenyőgombának vagy helyenként cigánygombának is.

## Megjelenése
A gyűrűs ráncosgomba kalapja 4-12 cm széles, fiatalon félgömb alakú, majd domborúan, széles domborúan, néha harangszerűen, idősen közel laposan kiterül. Felülete száraz, gyakran ráncos. Fiatalon fehéres-szürkés pókhálószerű szálak borítják a felszínét, különösen középen. Színe eleinte halványsárga, majd sárgásbarna; széle halványabb maradhat.  
Húsa fehéres, sérülésre nem változik. Szaga és íze nem jellegzetes. 
Sűrű lemezei felkanyarodók, sok a féllemez. Színük fiatalon krém- vagy halvány agyagszínű, majd barnává, fahéjbarnává sötétednek. Fiatalon fehér részleges burok védi őket. 
Tönkje 5–12 cm magas és 1–2 cm vastag. Alakja egyenletesen hengeres vagy töve kissé megvastagodott. Színe fehéres vagy halvány sárgásbarna. Felszíne a gallér fölött kissé gyűrött-ráncos. Vastag gallérja a tönk közepén helyezkedik el. 
Spórapora rozsdabarna. Spórája mandula alakú, közepesen szemölcsös, mérete 11–15 x 7–10 µm. 

### Hasonló fajok
A fahéjvörös pókhálósgomba, esetleg az erdei csiperke vagy a karbolszagú csiperke hasonlíthat hozzá. 

## Elterjedése és élőhelye
Eurázsiában és Észak-Amerikában honos. Magyarországon helyenként gyakori.
Főleg hegyvidéki fenyvesekben található meg. Az áfonyazóna jellegzetes gombája, főleg ott található, ahol áfonya is terem. Neve ellenére nem csak fenyőerdőkben, hanem lomberdőkben is előfordul. A talajon terem, rendszerint egyesével, júliustól októberig.
Ízletes, közkedvelt gombafaj, de kíméletet érdemel.

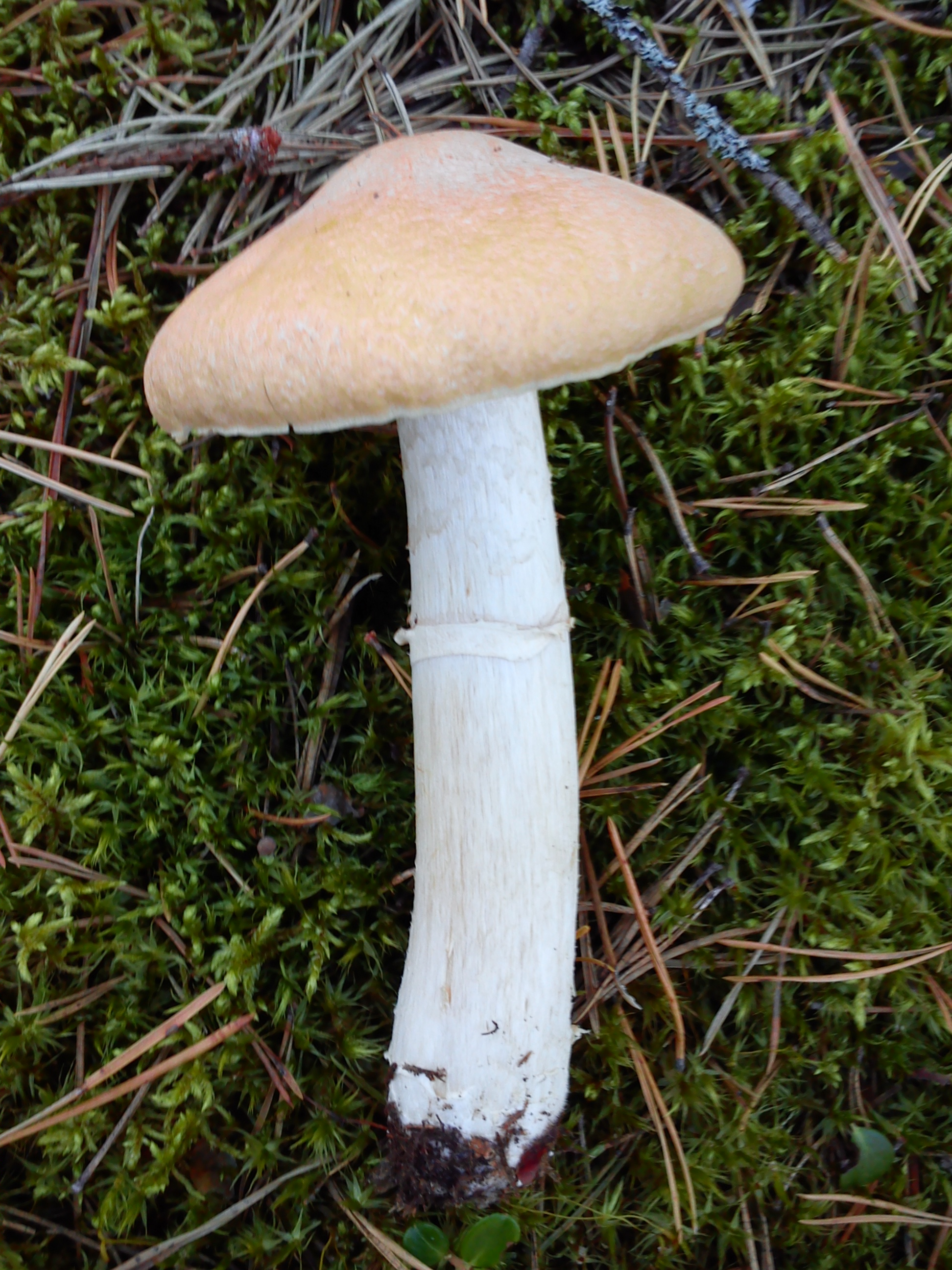
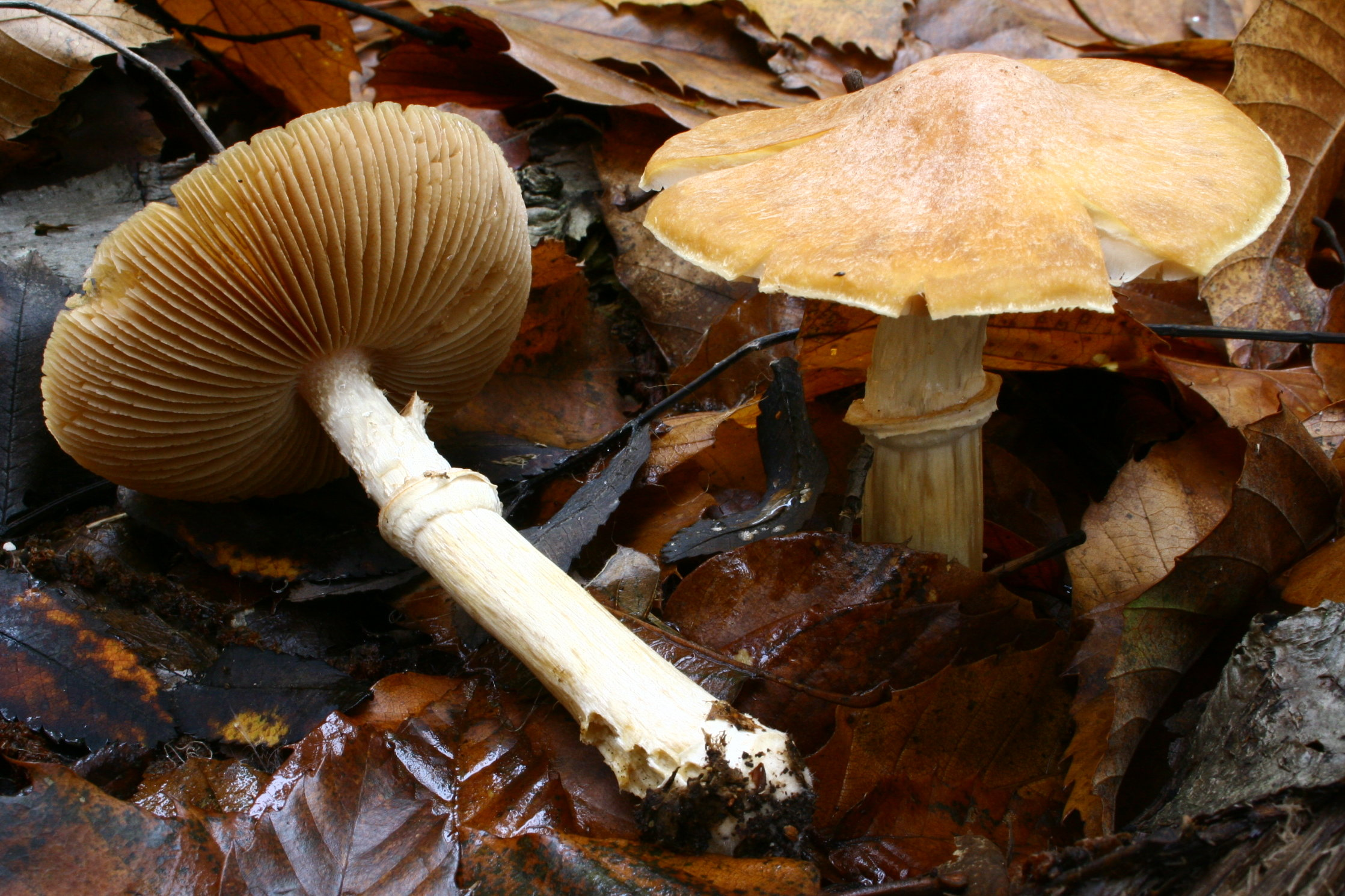
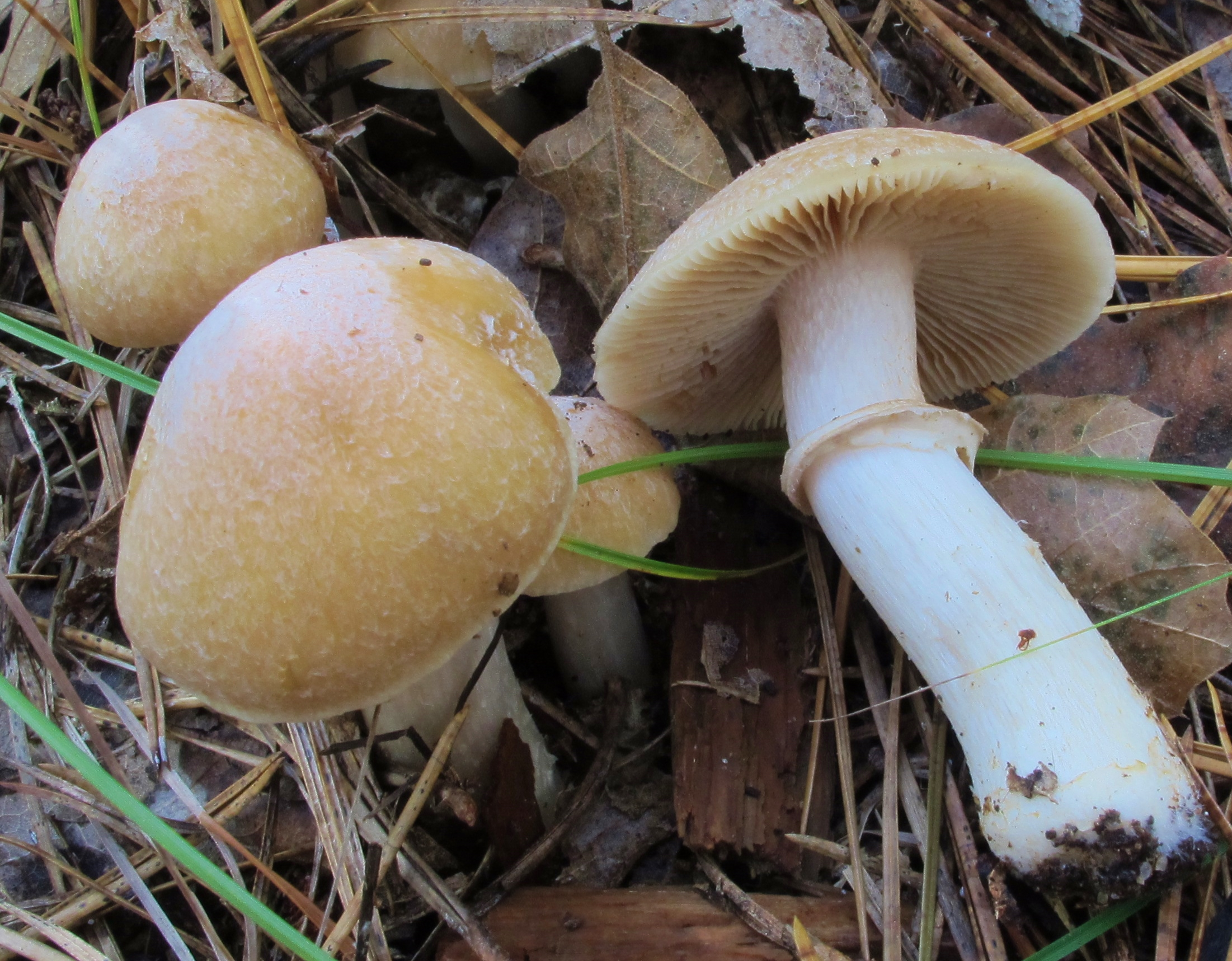
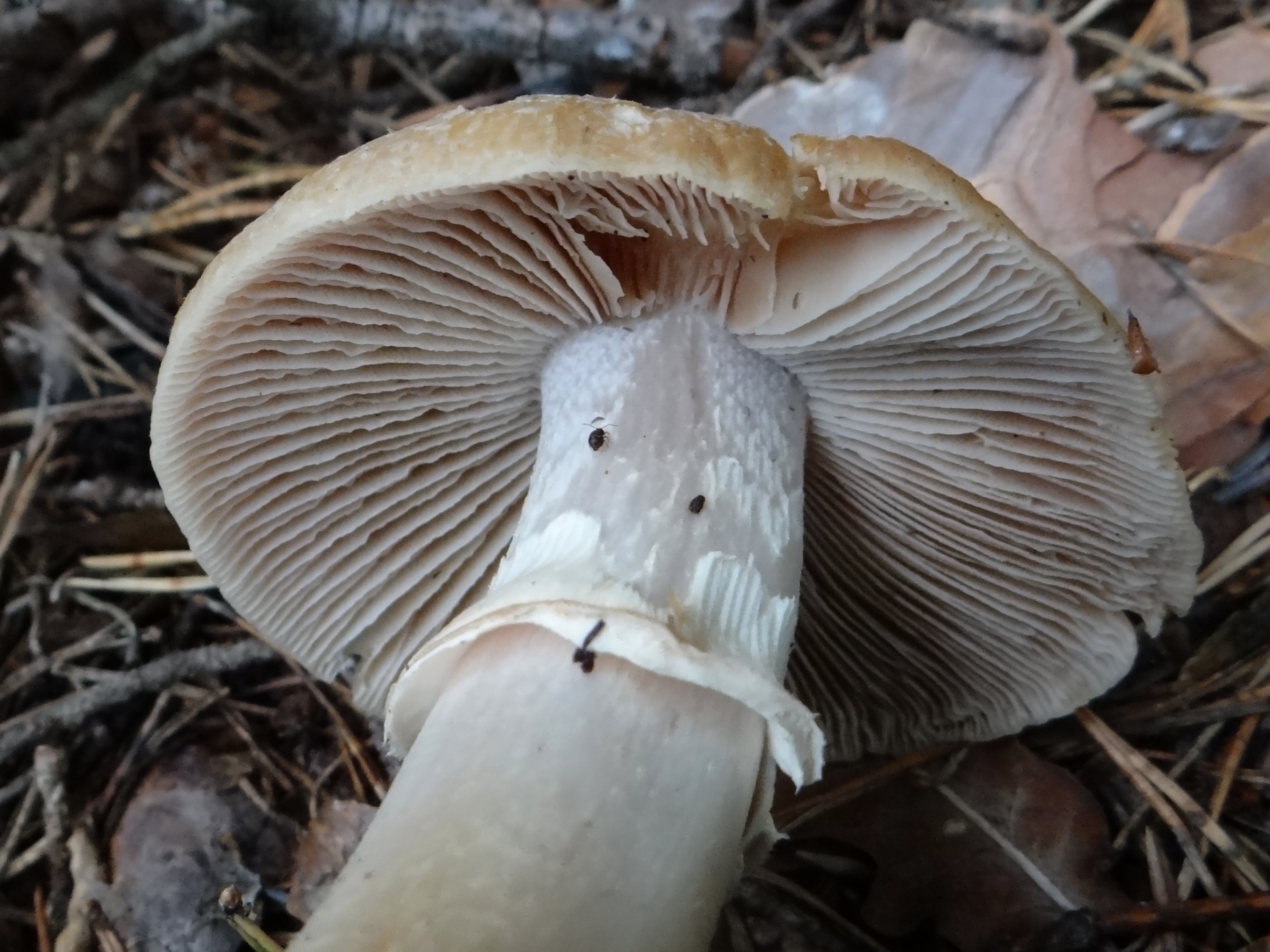
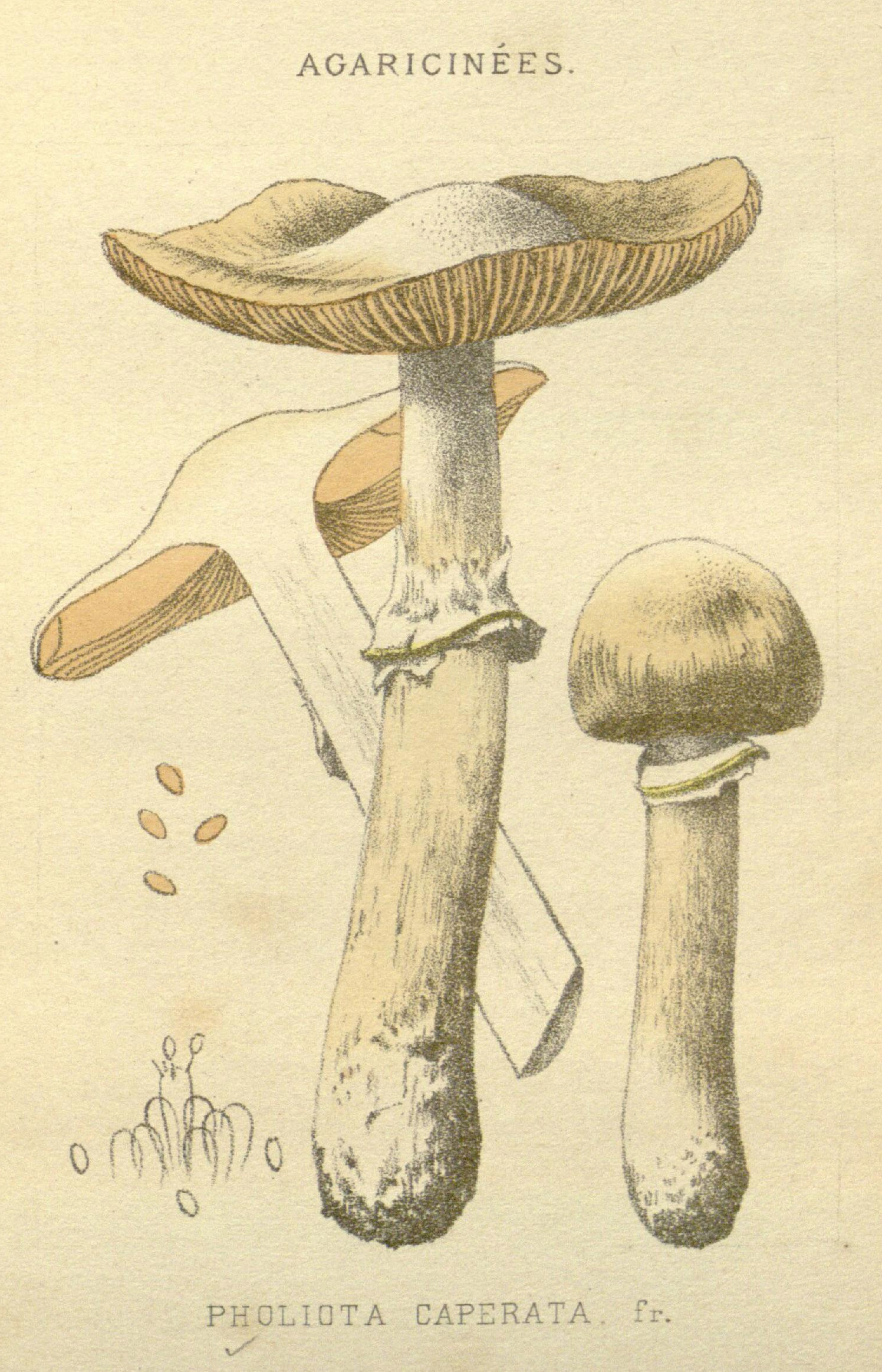